# Juan Cano Ballesta
Juan Cano Ballesta (Rincón de Beniscornia, Murcia, 1932) es un  profesor universitario e hispanista, especializado en literatura española del siglo XX, en particular en el campo de la poesía. De formación alemana, ha desarrollado buena parte de su carrera académica en diversas universidades de Estados Unidos. 

## Biografía
Juan Cano Ballesta estudió Filología Románica en la Ludwig-Maximilians-Universität de Múnich entre 1956 y 1961, en donde presentó su tesis doctoral con el título de Die Dichtung des Miguel Hernández. Eine Stilistische Untersuchung, obteniendo el Doctorado en Filología Románica en diciembre de 1961.
A partir de 1962 trabaja como lector de español en la Universidad de Gotinga (Alemania) y en 1964 es encargado de la enseñanza de Filología Iberorrománica en la misma universidad. En 1965 se traslada a EE. UU., en donde será profesor visitante en la Universidad de Kansas y en 1966 profesor asistente en la Universidad de Yale, en New Haven, Connecticut, autorizado para enseñar en la Escuela Graduada, centro que le becará para investigar en 1968-1969 en Madrid.
A partir de 1970 desempeña los puestos de profesor asociado en la Universidad de Yale y en la Universidad de Boston (entre 1971 y 1975), donde obtiene la cátedra en propiedad. En 1975 obtiene la Senior Research Fellowship del American Council of Learned Societies y entre 1976 y 1983 trabaja como catedrático en la Universidad de Pittsburgh, en Pensilvania. 
A partir de 1983 y hasta su jubilación en 2001 es titular de la Cátedra Commonwealth Professor of Spanish en la Universidad de Virginia, en Charlottesville, centro en el que ha desempeñado algunos cargos de gestión, como Director del Departamento de Español, Italiano y Portugués y Director de Estudios Graduados.
Desde 2001 es profesor emérito de la Universidad de Virginia.

## Obras
- Die Dichtung des Miguel Hernández, Eine stilistische Untersuchung. Madrid: Imprenta F. Walter, 1962.
- La poesía de Miguel Hernández. Madrid: Editorial Gredos, 1.ª ed. 1962. Reimpresión de la segunda edición 1978.
- La poesía española entre pureza y revolución (1930‑1936). Madrid: Editorial Gredos, 1972; reed., Madrid: Siglo XXI de España Editores, 1996.
- Literatura y tecnología: Las letras españolas ante la revolución industrial (1900‑1933). Madrid: Editorial Orígenes, 1981; reed., Valencia: Pre-Textos, 1999.
- Las estrategias de la imaginación (Utopías literarias y retórica política bajo el franquismo). Madrid: Siglo XXI de España Editores, 1994.
- Nuevas voces y viejas escuelas en la poesía española (1970-2005). Granada: Editorial Atrio, 2007.
- La imagen de Miguel Hernández (Iluminando nuevas facetas). Madrid: Ediciones de la Torre, 2008.

## Ediciones
- Miguel Hernández, El hombre y su poesía. Madrid: Ediciones Cátedra, 1989.
- Juan García Hortelano, Nuevas amistades. Madrid: Taurus Ediciones, 1991.
- Poesía española reciente (1980-2000). Madrid: Ediciones Cátedra, 2001.
- Mariano José de Larra, Artículos. Barcelona: Nuevas Ediciones de Bolsillo (Random House Mondadori), 2002.
- Juan Gil-Albert, La mentira de las sombras. Crítica cinematográfica publicada en Romance, revista popular hispanoamericana. Valencia: Pre-Textos, 2003.

- Datos: Q5948099